# Saint-Denœux
Saint-Denœux és un municipi francès situat al departament del Pas de Calais i a la regió dels Alts de França. L'any 2007 tenia 123 habitants.

## Demografia

### Població
El 2007 la població de fet de Saint-Denœux era de 123 persones. Hi havia 52 famílies de les quals 16 eren unipersonals (12 homes vivint sols i 4 dones vivint soles), 16 parelles sense fills, 16 parelles amb fills i 4 famílies monoparentals amb fills.
La població ha evolucionat segons el següent gràfic:
Habitants censats

### Habitatges
El 2007 hi havia 80 habitatges, 52 eren l'habitatge principal de la família, 25 eren segones residències i 3 estaven desocupats. Tots els 75 habitatges eren cases. Dels 52 habitatges principals, 46 estaven ocupats pels seus propietaris i 6 estaven llogats i ocupats pels llogaters; 1 tenia una cambra, 2 en tenien dues, 5 en tenien tres, 15 en tenien quatre i 29 en tenien cinc o més. 43 habitatges disposaven pel capbaix d'una plaça de pàrquing. A 28 habitatges hi havia un automòbil i a 14 n'hi havia dos o més.

### Piràmide de població
La piràmide de població per edats i sexe el 2009 era:
| Homes | Edats   | Dones |
| ----- | ------- | ----- |
| 0     | 95 o +  | 0     |
| 0     | 90 a 94 | 0     |
| 0     | 85 a 89 | 0     |
| 0     | 80 a 84 | 4     |
| 0     | 75 a 79 | 4     |
| 4     | 70 a 74 | 4     |
| 12    | 65 a 69 | 4     |
| 4     | 60 a 64 | 8     |
| 4     | 55 a 59 | 4     |
| 8     | 50 a 54 | 8     |
| 4     | 45 a 49 | 0     |
| 0     | 40 a 44 | 0     |
| 4     | 35 a 39 | 0     |
| 4     | 30 a 34 | 0     |
| 0     | 25 a 29 | 0     |
| 4     | 20 a 24 | 0     |
| 0     | 15 a 19 | 0     |
| 0     | 10 a 14 | 0     |
| 0     | 5 a 9   | 0     |
| 0     | 0 a 4   | 0     |

## Economia
El 2007 la població en edat de treballar era de 74 persones, 44 eren actives i 30 eren inactives. De les 44 persones actives 31 estaven ocupades (20 homes i 11 dones) i 13 estaven aturades (8 homes i 5 dones). De les 30 persones inactives 11 estaven jubilades, 4 estaven estudiant i 15 estaven classificades com a «altres inactius».

### Ingressos
El 2009 a Saint-Denœux hi havia 52 unitats fiscals que integraven 124 persones, la mediana anual d'ingressos fiscals per persona era de 14.885 €.

### Activitats econòmiques
Dels 2 establiments que hi havia el 2007, 1 era d'una empresa de construcció i 1 d'una empresa d'hostatgeria i restauració.
L'únic servei als particulars que hi havia el 2009 era una fusteria.
L'any 2000 a Saint-Denœux hi havia 7 explotacions agrícoles.

## Poblacions més properes
El següent diagrama mostra les poblacions més properes.